# جایزه بزرگ هلند ۱۹۷۹
جایزه بزرگ هلند ۱۹۷۹ (انگلیسی: ‎1979 Dutch Grand Prix‎) یک مسابقهٔ موتوری در رشتهٔ اتومبیل‌رانی فرمول یک بود که در تاریخ ۲۶ اوت ۱۹۷۹ در پیست زاندفورت واقع در زاندفورت، هلند برگزار شد. این گراند پری در میان ۱۵ گراند پری در فصل ۱۹۷۹، مسابقهٔ شمارهٔ ۱۲ بود.
در این مسابقه که در ۷۵ دور و به مسافت ۳۱۶٫۹۵ کیلومتر (۱۹۶٫۹۴۴ مایل) برگزار شد، پول پوزیشن توسط رنه آرنوکس کسب شد و سریع‌ترین زمان برای طی یک دور پیست که برابر با ۱:۱۹٫۴۳۸ بود نیز توسط ژیل ویلنوو به ثبت رسید.
آلن جونز از تیم ویلیامز-فورد، جودی شکتر از تیم فراری و ژاک لافیت از تیم لیجیه-فورد به‌ترتیب مقام‌های اول تا سوم مسابقه را کسب کردند.

## رده‌بندی قهرمانی پس از مسابقه
| جایگاه | راننده       | امتیاز  |
| ------ | ------------ | ------- |
| ۱      | جودی شکتر    | ۴۴ (۴۸) |
| ۲      | ژاک لافیت    | ۳۶      |
| ۳      | آلن جونز     | ۳۴      |
| ۴      | ژیل ویلنوو   | ۳۲      |
| ۵      | کلی رگاتزونی | ۲۴      |
| منبع:  |              |         |

| جایگاه | سازنده       | امتیاز |
| ------ | ------------ | ------ |
| ۱      | فراری        | ۸۰     |
| ۲      | لیجیه-فورد   | ۶۱     |
| ۳      | ویلیامز-فورد | ۵۸     |
| ۴      | لوتوس-فورد   | ۳۷     |
| ۵      | تایرل-فورد   | ۲۱     |
| منبع:  |              |        |

یادداشت
- تنها پنج جایگاه نخست از هر رده‌بندی نمایش داده شده است.